# Clube Desportivo Luso
O Clube Desportivo Luso é um clube desportivo português da freguesia de Luso, concelho de Mealhada, distrito de Aveiro. 
O clube foi fundado em 1947 e na época de 2005-2006, disputa a 1ª divisão distrital da Associação de Futebol de Aveiro.